# Tathata
Tathata (Sanskrit तथाता, tathātā, Pali तथता, tathatā; chinesisch 真如, Pinyin zhēnrú, W.-G. chen-ju; tibetisch དེ་བཞིན་ཉིད Wylie de bzhin nyid; koreanisch 진여, jinyeo; japanisch 真如, shinnyo; vietnamesisch chân như oder chơn như; dt. etwa: Soheit bzw. Solchheit) ist im Buddhismus (insbesondere im Mahāyāna) ein Begriff für die Form wahrer bzw. fundamentaler Wirklichkeit (nicht aber diese Wirklichkeit selbst), meist in Bezug auf den ihr unterstellten Aspekt der Leere bzw. wesentlichen Wesenlosigkeit.
In der buddhistischen Tradition heißt es, sie lasse sich nur erfahren, nicht aber sprachlich realisieren. Wer die Realität in dieser Form erfährt, d. h. so, wie sie ist, hat nach buddhistischem Verständnis alle fehlerhafte Erkenntnis überwunden. Der historische Buddha, Siddhartha Gautama, behauptete dies von sich und nannte sich daher auch Tathāgata.
Die Yogācāra-Schulen, eine der wenigen buddhistischen Lehrtraditionen, die in Bezug auf Tathata positive Aussagen machen, verstehen es als eine Reinigung des Bewusstseins von jeglichem Objektbezug, wodurch die Daseinsfaktoren in ihrem höchsten Sinn erkannt werden sollen. Reine, illusionsfreie Erkenntnis des Tathata sei somit gleichbedeutend mit bloßem Bewusstsein ohne Erfassen, Denken oder der Ausmachung von Bedeutung. Als Teil der unbedingten Elemente (asaṃskṛta-dharma) in den Kategorien der 100 Daseinsfaktoren sei Tathata auch Bedingung der Möglichkeit von Erkenntnis überhaupt.
Eine für die Yogācāra-Schulen fundamentale Analyse aus dem vierten Jahrhundert lautet wie folgt:

„Alle Dinge, welche durch irgendeine Vorstellung vorgestellt werden, bilden das vorgestellte Wesen
 20: . Dieses ist nicht vorhanden.
 21: Das abhängige Wesen dagegen ist die aus Ursachen entstandene Vorstellung. Das vollkommene (Wesen) ist dessen beständiges Freisein vom vorhergehenden.
 22: Daher ist dieses vom abhängigen (Wesen) weder als verschieden noch als nicht verschieden zu bezeichnen, wie die Vergänglichkeit usw Solange dieses nicht geschehen ist, wird jenes nicht gesehen.
 23: In Hinblick auf die dreifache Wesenlosigkeit dieses dreifachen Wesens ist die Wesenlosigkeit aller Gegebenheiten gelehrt worden.
 24: Das erste ist wesenlos dem Merkmal nach. Das zweite wiederum, weil ihm kein eigenes Sein zukommt. Eine weitere Wesenlosigkeit ergibt sich daraus,
 25: daß es (= das dritte, nämlich das vollkommene Wesen) die höchste Wirklichkeit (paramārthaḥ) der Gegebenheiten ist. Diese ist auch die Soheit, weil sie jederzeit so ist. Und sie ist überdies die bloße Erkenntnis.“

Der Begriff der Soheit ist innerhalb des Buddhismus oft Gegenstand theoretischer Auseinandersetzungen geworden. So kritisierte die japanische Kegon-shū (die allerdings selber am Tathata-Begriff festhielt) die Ansicht der Hossō-shū (japanischer Yogācāra-Ableger), es könne so etwas wie ein objektloses Bewusstsein geben: Dies wäre schlicht Bewusstlosigkeit und könne daher keine Quelle der Erfahrung sein.
Aber nicht nur in erkenntnistheoretischer Hinsicht erwies sich der Begriff des Tathata als problematisch. Da ihm auch in ontologischer Hinsicht sowohl Absolutheit wie auch Unbedingtheit in Verbindung mit (ewigem) Sein zugeschrieben wurden und es gelegentlich sogar zu einer Identifizierung der Phänomene mit dem Tathata kam, verneinten einige buddhistische Lehrtraditionen seine Praktibilität oder Gültigkeit bzw. die auf solche Zuschreibungen hinauslaufenden Interpretationen, da dies im Widerspruch zu anderen, fundamentalen buddhistischen Konzepten stehe.
Dennoch erwies sich der Begriff als wirkungsmächtig innerhalb der buddhistischen Philosophiegeschichte. So stritt Saichō, Stifter der Tendai-shū, in seiner berühmten, schriftlich im Jahr 817 geführten Auseinandersetzung mit dem Hossō-Gelehrten Tokuitsu (徳一; ca. 760–835) um die richtige Interpretation von Buddhanatur und Icchantika und vertrat gegen Tokuitsu die Auffassung, Buddhanatur käme allem Seiendem zu, da Tathata gleichsam die Essenz alles Seienden sei, in dem es sich manifestiere. Später übernahmen Tendai-Gelehrte diese Tathata-Konzeption, um damit die Doktrin der ursprünglichen Erleuchtung (本覺思想, hongaku shisō) plausibel zu machen, nach der jedes Wesen sich bereits im Zustand der Erleuchtung befinde und diesen Zustand nur zu realisieren brauche. Das Genshin (源信; 942–1017) zugeschriebene aber erst im 12. Jahrhundert entstandene Werk Shinnyo kan (真如観) geht hierauf ein und empfiehlt dem Leser, sich Tag und Nacht bewusst zu machen, dass er mit Tathata identisch sei. Auch Kūkai, Stifter der Shingon-shū, verwendete die Konzepte Tathata und Buddhanatur, von denen er meinte, sie wären die Natur des Dharmakörpers.